# Cullen Loeffler
Cullen Crawford Loeffler (Washington, 27 gennaio 1981) è un giocatore di football americano statunitense che gioca nel ruolo di long snapper per i Minnesota Vikings della National Football League (NFL). Non selezionato nell'ambito del Draft NFL 2004, fu in seguito ingaggiato dai Vikings come undrafted free agent. Al college giocò a football presso l'Università del Texas.

## Carriera universitaria
Dopo essersi diplomato alla Ingram Tom Moore High School, Loeffler accettò la proposta dei Texas Longhorns con cui fu redshirt (poteva allenarsi ma non essere schierato negli incontri ufficiali) nel suo primo anno. Nel 2000, come redshirt freshman, giocò poco come tight end mentre fu impiegato maggiormente come kickoff return e come special team snapper e a fine anno fu inserito nel Second-Team Academic All-Big 12.
Come sophomore prese parte a tutti i 13 match in programma nella stagione 2001, incluso l'Holiday Bowl vinto per 47-43 sui Washington Huskies, giocando nel ruolo di long snapper ed aiutò il punter Brian Bradford a raggiungere una media di 36,3 yard su 56 punt.
Nel 2002, impiegato nuovamente come long snapper nei punt, prese parte ad 11 partite (saltandone 2 per un infortunio alla caviglia) e mise a segno 3 tackle con gli special team, aiutando Bradford a raggiungere una media di 39,8 yard su 58 punt negli 11 match in cui l'assistette. A fine anno fu inserito nel Second-Team Academic All-Big 12.
Nel 2003, suo ultimo anno universitario, prese parte a tutti e 13 gli incontri in programma aiutando il punter Richmond McGee a raggiungere una media di 40,9 yard su 46 punt. A fine anno vinse il Frank Denius Most Valuable Special Teams Player Award, il Longhorn Club Sportsmanship Award e fu inserito per il terzo anno nel Second-Team Academic All-Big 12.

## Carriera professionistica

### Minnesota Vikings
Non selezionato durante il Draft NFL 2004, fu in seguito ingaggiato dai Vikings con cui nella stagione da rookie prese parte a tutte e 16 le partite di stagione regolare più le 2 partite di playoff, mettendo a segno un tackle con gli special team.
Dal 2005 al 2010 prese parte ogni anno a tutti e 16 gli incontri di stagione regolare mettendo a segno complessivamente 14 tackle ed aiutando il punter Chris Kluwe nel 2006 a classificarsi miglior rookie della NFL con 44,1 yard in media a partita e ad essere eletto NFC Special Teams Player of the Month e nel 2008 a stabilire il record di franchigia di punt da 50+ yard in una singola partita e 50+ yard in una singola stagione. Aiutò altresì il placekicker Ryan Longwell nel 2008 a stabilire il record di squadra di 6 field goal da 50+ yard e nel 2009 a stabilire il primato personale di 132 punti con 26 field goal messi a segno su 28 tentativi.
Nel 2011, dopo 7 stagioni consecutive in cui non aveva mai saltato un match, fu costretto a saltare le ultime 5 gare in programma dopo essersi infortunato nel match contro gli Atlanta Falcons in cui fu sostituito dal defensive end Jared Allen, giocando così solo 11 partite con 1 tackle all'attivo. Nello stesso anno inoltre firmò un'estensione contrattuale di tre anni con i Vikings, sino alla stagione 2014.
Nel 2012, partito Longwell (con cui Loeffler assieme a Kluwe aveva formato il trio di special team dal servizio più lungo della lega), Loeffler aiutò il suo sostituto, il rookie Blair Walsh, a stabilire ben 5 record NFL oltre che ad essere convocato per il Pro Bowl, ed in segno di ringraziamento Walsh gli pagò il volo per Honolulu per accompagnarlo all'All-Star Game.

## Vittorie e premi
Nessuno

## Statistiche
| Partite totali | 135 |
| Tackle         | 23  |